# Christian Hoffstadt
Christian Hoffstadt (* 10. Dezember 1972 in Essen) ist ein deutscher Herausgeber wissenschaftlicher Buchreihen; freier Berater und Trainer in den Bereichen Change und Leadership. Er war Geschäftsführer zweier zentraler Universitätseinrichtungen zur Förderung des wissenschaftlichen Nachwuchses in Karlsruhe und Tübingen. 

## Leben
Christian Hoffstadt beendete 1993 seine Schulzeit am Gymnasium Maria Königin in Altenhundem mit dem Abitur. Von 1995 bis 2002 studierte er Philosophie und Literaturwissenschaft an der Universität Karlsruhe. Seinen M.A. erwarb er mit der Magisterarbeit zum Thema Was ist Dekonstruktion? Nach dem Studium war Hoffstadt wissenschaftlicher Mitarbeiter im Deutsch-Russischen Kolleg Karlsruhe (DRKK) zur Förderung russischer Postgraduierter. (Das Kolleg, das von 1995 bis 2006 tätig war, wurde auf der Grundlage einer zwischen den Staaten Russland und Deutschland ausgetauschten Verbalnote gegründet.) 
Hoffstadt promovierte 2008 bei Hans-Peter Schütt an der Fakultät für Geistes- und Sozialwissenschaft der Universität Karlsruhe (TH) mit dem Thema „Denkräume“ und „Denkbewegungen“. Untersuchungen zum metaphorischen Gebrauch der Sprache der Räumlichkeit. 
Nach einem Lehrauftrag an der Eberhard Karls Universität Tübingen war Christian Hoffstadt seit Oktober 2009 als Referent im Karlsruher House of Young Scientists (KHYS) tätig. Das KHYS ist eine  Kommunikations- und Interaktionsplattform für alle Nachwuchswissenschaftler des Karlsruher Institut für Technologie, es richtet sich sowohl an Doktoranden als auch an Postdoktoranden. Später war Hoffstadt Koordinator der Graduiertenakademie der Eberhard Karls Universität Tübingen, entschied sich aber 2015 für eine freie Tätigkeit als Change Berater. 

## Forschungsgebiete
In einer Kooperation mit verschiedenen Wissenschaftlerinnen und Wissenschaftlern hat Christian Hoffstadt von 2012 bis 2015 insgesamt drei wissenschaftliche Buchreihen und eine Veranstaltungsreihe gegründet und durchgeführt: Aspekte der Medizinphilosophie (Veranstaltungsreihe 2015 eingestellt, Buchreihe läuft 2016 aus), Komik und Gewalt. Comic and violence. Comique et violence (läuft 2016 aus), Postapocalytic Studies (2014 eingestellt). Geplant ist eine wissenschaftliche Reihe zum Thema Change Management mit dem Namen Think – Do – Change.
Gemeinsam mit seinen Herausgeberkollegen Franz Peschke, Andreas Schulz-Buchta und Michael Nagenborg führte Christian Hoffstadt seit 2002 die von Klaus Reichert und ihm begründete Reihe Aspekte der Medizinphilosophie fort. Das Herausgeberkollektiv veranstaltet jährliche Symposien. Mit diesen Veranstaltungen wird ein Raum eröffnet, in dem Vertreter der Medizin, der Psychologie, der Psychoanalyse und der geistes- und sozialwissenschaftlichen Fächer in einen Dialog eintreten können.
Im Jahr 2008 hatte Christian Hoffstadt – gemeinsam mit Sabine Müller, Anne Peiter und Andreas Böhn – ein Forschungsprojekt zum Thema Komik und Gewalt gegründet. Der erste Band der dreisprachig angelegten Reihe erschien 2011 unter dem Titel Sick Humor. Die Autoren beziehen sich auf die Untersuchungen des amerikanischen Ethnologen Alan Dundes, der zu dem Ergebnis kam, dass ein sick humor gesellschaftspolitische Tabus aufbrechen könne.

## Publikationen

### Autor
- Denkräume und Denkbewegungen. Untersuchungen zum metaphorischen Gebrauch der Sprache der Räumlichkeit. (Dissertation). Europäische Kultur und Ideengeschichte Bd. 3, hrsg. von Bernd Thum u. Hans-Peter Schütt. Universitätsverlag, Karlsruhe 2009. ISBN 978-3-86644-378-5. doi:10.5445/KSP/1000011606
- Das gestorbene Ich. Eine Notiz zum Cotard-Syndrom. Gemeinsam mit Franz Peschke. In: Der Fremdkörper. Aspekte der Medizinphilosophie, Bd. 6 (2008), S. 153–183.
- Zwischen Fleischlichkeit, Maschine und Virtualität. Transformationen des menschlichen Körpers in David Cronenbergs "eXistenZ". In: Ebenda, S. 283–295.
- Paraphilie-Darstellung im Film. Über die Ästhetik der Perversion und die Lust am Schrecklichen. In: Ebenda, S. 417–459.
- Die Pest der Postmoderne. Virale Metaphern als Selbstinszenierung postmodernen Denkens. In: Ebenda, S. 613–623.
- Apokalyptische Figuren. In: Dekadenzen. Aspekte der Medizinphilosophie, Bd. 5 (2007), S. 153–183.
- Plagiate in der Wissenschaft. In: Vitaly Gorokhov (Hrsg.): Jahrbuch des Deutsch-Russischen Kollegs. Shaker, Aachen 2006, S. 189–201 ISBN 978-3-8322-5194-9

### Herausgeber
- Humana – Animalia. Mensch und Tier in Medizin, Philosophie und Kultur. Gemeinsam mit Franz Peschke, Michael Nagenborg, Sabine Müller. Reihe Aspekte der Medizinphilosophie, Bd. 13. Projektverlag, Bochum/Freiburg 2012, ISBN 978-3-89733-272-0.
- Dualitäten. Gemeinsam mit Franz Peschke, Michael Nagenborg, Sabine Müller. Reihe Aspekte der Medizinphilosophie, Bd. 12. Projektverlag, Bochum/Freiburg 2012, ISBN 978-3-89733-266-9.
- Sick Humor. Komik und Gewalt. Comic and Violence. Gemeinsam mit Stefan Höltgen. Reihe Komik und Gewalt, Bd. 1. Projektverlag, Bochum/Freiburg 2011, ISBN 978-3-89733-232-4.
- Was bewegt uns? Menschen im Spannungsfeld zwischen Mobilität und Beschleunigung. Gemeinsam mit Franz Peschke, Andreas Schulz-Buchta, Michael Nagenborg. Reihe Aspekte der Medizinphilosophie, Bd. 9. Projektverlag, Bochum/Freiburg 2010, ISBN 978-3-89733-225-6.
- An den Grenzen der Sucht - On the edge of addiction - Aux confins de la dépendance. Festschrift für Remo Bernasconi. Gemeinsam mit Remo Bernasconi. Reihe Aspekte der Medizinphilosophie, Bd. 8. Projektverlag, Bochum/Freiburg 2009, ISBN 978-3-89733-204-1.
- Gastrosophical Turn – Essen zwischen Medizin und Öffentlichkeit. Gemeinsam mit Franz Peschke, Andreas Schulz-Buchta, Michael Nagenborg. Reihe Aspekte der Medizinphilosophie, Bd. 7. Projektverlag, Bochum/Freiburg 2009, ISBN 978-3-89733-202-7.
- Der Fremdkörper. Gemeinsam mit Franz Peschke, Andreas Schulz-Buchta, Michael Nagenborg. Reihe Aspekte der Medizinphilosophie, Bd. 6. Projektverlag, Bochum/Freiburg 2008, ISBN 978-3-89733-189-1.
- Dekadenzen. Gemeinsam mit Franz Peschke, Andreas Schulz-Buchta, Michael Nagenborg. Reihe Aspekte der Medizinphilosophie, Bd. 5. Projektverlag, Bochum/Freiburg 2007, ISBN 978-3-89733-172-3.
- Wir, die Mechaniker von Leib und Seele. Gesammelte medizin-philosophische Schriften Klaus Reicherts. Gemeinsam mit Franz Peschke, Andreas Schulz-Buchta. Reihe Aspekte der Medizinphilosophie, Bd. 4. Projektverlag, Bochum/Freiburg 2006, ISBN 978-3-89733-156-3.
- Von Sinnen und Sinn. Gemeinsam mit Franz Peschke, Andreas Schulz-Buchta. Reihe Aspekte der Medizinphilosophie, Bd. 3. Projektverlag, Bochum/Freiburg 2006, ISBN 978-3-89733-146-4.
- ZeichenSprache Medizin. Semiotische Analysen und Interpretationen. Gemeinsam mit Klaus Reichert. Reihe Aspekte der Medizinphilosophie, Bd. 2. Projektverlag, Bochum/Freiburg 2004, ISBN 978-3-89733-117-4.
- Vom Höhlengleichnis zum Gehirnkino. Eine kleine Philosophie der Wahrnehmungsstörung. Gemeinsam mit Klaus Reichert. Reihe Aspekte der Medizinphilosophie, Bd. 1. Projektverlag, Bochum 2002, ISBN 978-3-89733-076-4.